# Добра Вода у Пацову
Добра Вода у Пацову (чеш. Dobrá Voda u Pacova) је насељено мјесто са административним статусом сеоске општине (чеш. obec) у округу Пелхримов, у крају Височина, Чешка Република.

## Становништво
Према подацима о броју становника из 2014. године насеље је имало 93 становника.